# Trawniki

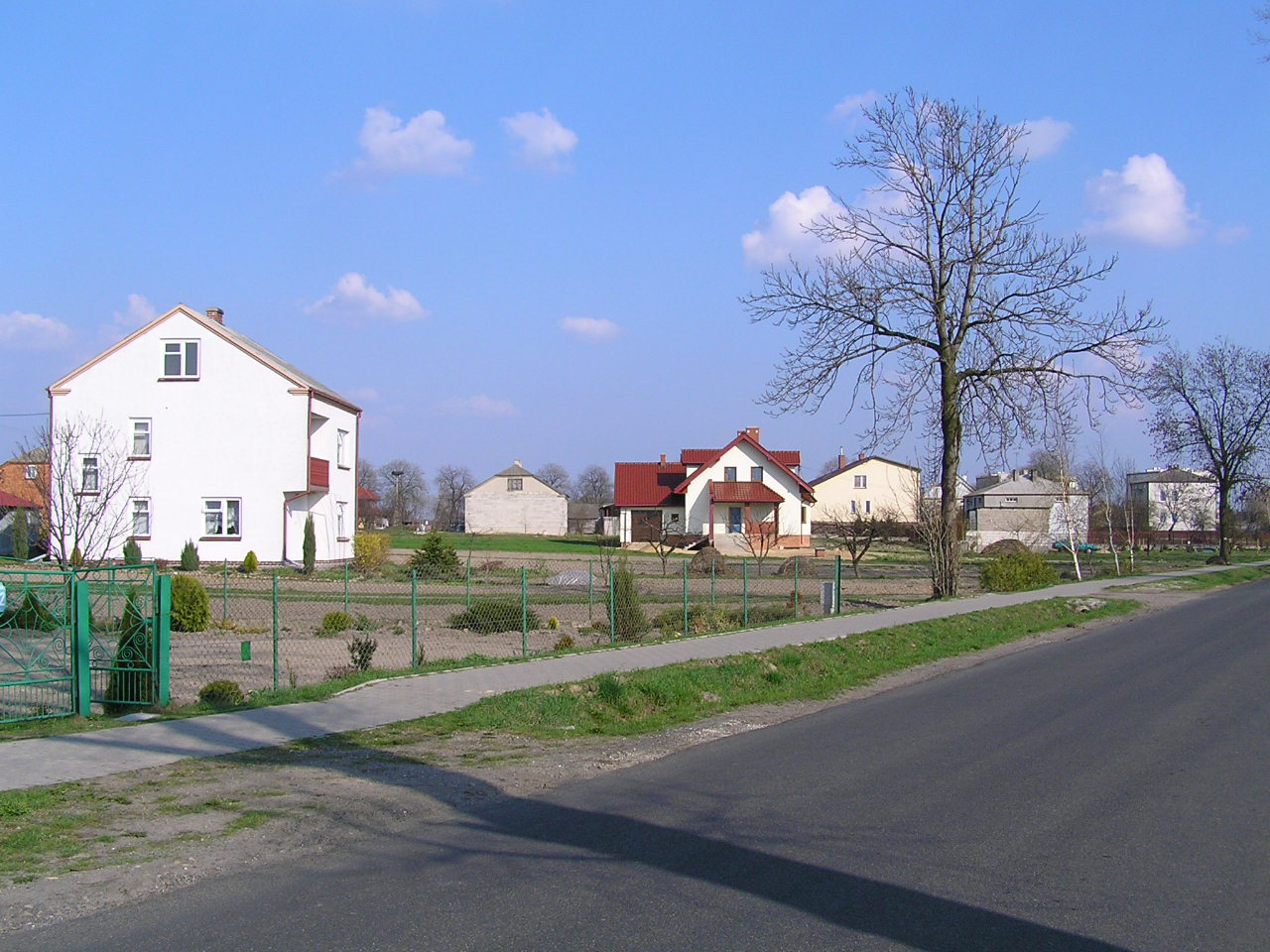
Bebyggelse i byn

Trawniki är en by belägen cirka 40 km öster om Lublin i Polen.
I juli 1941 inrättade nazisterna i Trawniki ett fångläger för sovjetiska civila och krigsfångar. Från juni 1942 till maj 1944 utgjorde Trawniki tvångsarbetsläger för judar. Från september 1941 till juli 1944 fungerade även Trawniki som träningsläger för så kallade Hiwis (Hilfswilligen), före detta sovjetiska krigsfångar från Ukrainska SSR. Slavarbetarna i Trawniki dog av utmattning, svält eller sjukdom.
Efter fångupproret i Sobibór i oktober 1943 fruktade SS för fler revolter och beslutade att likvidera Trawnikilägret. Under Aktion Erntefest arkebuserades drygt 10 000 fångar i närheten av Trawniki.
Kommendant i Trawniki var initialt Hermann Höfle och från september 1941 Karl Streibel.